# Tabiteuea
Tabiteuea  je naseljeni koraljni otok u sastavu Kiribata.

## Zemljopis
Nalazi se u grupaciji Gilbertovih otoka 50 km sjeverozapadno od Onotoe.

## Vanjske poveznice
|  | Zajednički poslužitelj ima još gradiva o temi Tabiteuea |